# Duliophyle agitata
Duliophyle agitata là một loài bướm đêm trong họ Geometridae.